# Heil, Vater! Dir zum hohen Feste!
Heil, Vater! Dir zum hohen Feste!, WAB 61, ist eine Kantate von Anton Bruckner aus dem Jahr 1852.

## Entstehung und Stellung im Gesamtwerk
Bruckner komponierte die Kantate für den Namenstag von Michael Arneth, dem Prior des Stifts St. Florian. Das Stück wurde am 29. September 1852 am Vorabend von Arneths Namenstag aufgeführt.
Die Originalhandschrift wird im Archiv des Stifts St. Florian aufbewahrt. Ein Faksimile der Kantate wurde erstmals in Band II/1, S. 116–128 der Göllerich/Auer-Biografie veröffentlicht. Es ist in Band XXII/1 Nr. 3a der Gesamtausgabe eingefügt.
Es gibt zwei weitere Fassungen dieser feierlichen Komposition:
- Auf Brüder! auf zur frohen Feier!, eine gekürzte, 111-taktige Fassung in fünf Teilen, nach einem anderen Text von Marinelli, komponiert 1857. Sie wurde am 17. Juli 1857 als zweite Namenstagskantate für Friedrich Mayer aufgeführt.[3] Das Originalmanuskript dieser zweiten Fassung wird im Archiv des Stifts St. Florian aufbewahrt. Sie ist in Band XXII/1 Nr. 3b der Gesamtausgabe eingetragen.[2]
- Heil dir zum schöne Erstlingsfeste. In ca. 1870 wurde ein weiterer Text von Beda Piringer auf die ursprüngliche siebenteilige Fassung der Kantate für ein Primitzfeier von einem neu geweihten Priester in Kremsmünster. Die Originalpartitur ist verschollen, Kopien davon werden jedoch im Archiv des Stifts Kremsmünster aufbewahrt. Ob Bruckner an der Realisierung der neuen Vertonung beteiligt war, ist nicht bekannt.[4] Diese Fassung wird nicht in die Gesamtausgabe aufgenommen.[1]

## Erste Fassung

### Text
Die erste Fassung der Kantate basiert auf einem Text von Franz Ernst Marinelli.
Heil Vater! Dir zum hohen Feste.

Es weihen wir und werte Gäste

Des Dankes und der Liebe Preis

Dir durch die Gunst der Musen.

Dir schlägt so treu und wahr und heiß

Das Herz in jedem Busen.
An dreißig Jahre mögen's sein,

Da standest du als Vater ein

Für uns in Gott zu sorgen

Und alle, die sich dir vertraut,

Die freudig auf dein Wort gebaut,

Sie waren wohl geborgen.
Drum bringen wir mit Jubel heut',

Was jedes Herz an Liebe beut,

Was jeder Mund für dich erfleht

Und jeder Blick dir froh gesteht

Am Weihaltar des Dankes dar.
Des Herren Ruhm, des Hauses Kraft,

Die Zierde Dein Priesterschaft,

Warst Du der Deinen Segen,

Und schrittest edel, fromm und mild

ein Hirte nach des Meisters Bild,

Voran auf unsern Wegen.
Du wirktest treu und bieder hier,

Drum sahst du in der Canonie

Manch edle Frucht erscheinen,

Du hast gelöst die schwere Pflicht

Und darum auch vergessen's nicht

Die Deinen!
Sie bringen dir mit Jubel heut'

Was jedes Herz an Liebe beut,

Was jeder Mund für dich erfleht

Und jeder Blick dir froh gesteht,

Sie rufen heut' im Brüderchor

Für dich den Dank des Herrn empor.

### Aufbau und Besetzung
Das 123 Takte lange Werk, zuzüglich einer 18-taktigen Wiederholung in D-Dur ist für gemischten Chor und Blechblasinstrumente (3 Hörner, 2 Trompeten und Bass-Posaune). Die Posaune fungiert meist als Bassstimme des Blechquartetts.
Die erste Fassung der Kantate (WAB 61a) besteht aus sieben Teilen:
1. Heil Vater! Dir zum hohen Feste: sechsstimmiger gemischter Chor (24 Takte) – Bewegt
2. An dreißig Jahre mögen's sein: Männerchor a cappella (16 Takte) – Mit Gefühl
3. Drum bringen wir mit Jubel heut: sechsstimmiger gemischter Chor (18 Takte) – Bewegt
4. Des Herren Ruhm, des Hauses Kraft: Männerchor a cappella (16 Takte) – Mit Gefühl
5. Drum bringen wir mit Jubel heut: sechsstimmiger gemischter Chor (18 Takte) – Teil 3 da capo
6. Du wirktest treu und bieder hier: Männerchor a cappella (19 Takte) – Andante
7. Abschlusschor Sie bringen dir mit Jubel heut’: Sechsstimmiger gemischter Chor (30 Takte) – Nicht zu geschwind[1][6]

Diese Kantate, die erste von drei größeren Gelegenheitskompositionen ist meist konventionell diatonisch und basiert auf einfachen Strukturen. Teile zwei und drei werden als Teile vier (mit einem anderen Text) und fünf (exakte Wiederholung) wiederholt. Das Werk weist bereits einige Merkmale von Bruckners Stil auf. Zwei häufig wiederkehrende Hornpassagen sorgen wie in späteren Werken für eine musikalische Einheit.

## Zweite Fassung

### Text
Die zweite Fassung der Kantate verwendet einen neuen Text von Franz Ernst Marinelli.
Auf, Brüder! auf zur frohen Feier!

Mit Festeskränzen schmückt die Leier

Und innig wie's im Herzen schlägt

Erweckt die Kraft der Lieder.

Der Tag, der seinen Namen trägt,

Kehrt uns gesegnet wieder.
Wo ist das Herz, das Ihn nicht kennt?

Wo ist der Dank, der Ihn nicht nennt?

In Liebe und Vertrauen.

Saht Ihr wohl je auf Vaters Wort

Auf solchen Freundes milden Hort

Getäuschte Hoffnung bauen?
Nein! nein, die Hoffnung täuschet nicht.

Der Edle liebt der Liebe Pflicht.

Und wo der Vater streng gebaut,

Ist auch der Freund zugleich bereit.

Und knüpft das Band

Mit treuer Hand.
Drum schlägt das Herz in freier Brust

Und folgt des Dankes hehre Lust

Auf seinen Lebenswegen.

Und droht die Zeit auch noch so schwer

Es lächelt ihm von oben her

Von oben her der Segen.
O Herr im Himmel siehe hier

Der Deinen Schaar, sie ruft zu Dir.

Und Preis und Dank ist ihr Gebet

Und Segen, den sie heiß erfleht,

Geliebt, geachtet und verehrt

Ist er auch Deines Schutzes wert.

### Aufbau und Besetzung
Die zweite Fassung der Kantate (WAB 61b) besteht aus fünf Teilen:
1. Auf, Brüder auf zur frohen Feier!: sechsstimmiger gemischter Chor (25 Takte) – Bewegt
2. Wo ist das Herz, das Ihn nicht kennt: Männerchor a cappella (19 Takte) – Mit Gefühl
3. Nein, nein die Hoffnung täuschet nicht: sechsstimmiger gemischter Chor (18 Takte) – Bewegt
4. Drum schlägt das Herz in froher Brust: Männerchor a cappella (19 Takte) – Andante
5. Abschlusschor O Herr im Himmel siehe hier: sechsstimmiger gemischter Chor (30 Takte) – Nicht zu geschwind

Die Wiederholung der Teile zwei und drei entfiel. Der Anfangsteil des ersten Chores wurde von dreizehn auf vierzehn Takte erweitert, und die letzte Hälfte des zweiten Teils wurde neu komponiert. Die gekürzte, zweite Fassung ist 111 Takte lang, zuzüglich einer 11-taktigen Wiederholung.

## Diskografie
Es gibt bis heute keine kommerzielle Aufnahme der Kantate.